# Zum Stanglwirt
Zum Stanglwirt ist eine deutsche Fernsehserie, die von 1993 bis 1995 von der PSG Production Service GmbH produziert und bei RTL ausgestrahlt wurde. Das Buch stammt von Ulla Kling. Inszeniert wurde sie von Peter Steiner in Form einer Sitcom in der deutschen Tradition des Lustspiels.

## Hintergrund
Nach dem kommerziellen Erfolg des Theaterstadl war das Bayerische Volkstheater als Programmformat etabliert. RTL suchte nach einer Fortsetzung, da ein Ende des Repertoires absehbar war und neue Stücke nicht in der geforderten kurzen Zeit produziert werden konnten.
Die erfolgreichsten Rollenstereotypen der Theaterstadl-Stücke (Peter Steiner Sen. als grantiger Möchtegern-Patriarch, Erna Waßmer als resolute Ehefrau, Gerda Steiner als verschrobene, dümmliche Hilfskraft usw.) wurden deshalb in das Sendeformat der Sitcom (Folgen unter 30 Minuten Netto-Spielzeit), Kompakte Themen kombiniert mit längeren Handlungsfäden, festes Ensemble mit Gastauftritten, Live-Publikum übernommen. Gedreht wurde ausschließlich in einer festen Studiokulisse, die jedoch mehrere Räume (v. l. n. r.: Vorplatz, Metzgerei, Wohnküche, Korridor, Gaststube, Biergarten) umfasste.
2013 wurden alle Folgen auf DVD veröffentlicht.

## Handlung
Bei Zum Stanglwirt sind turbulente Episoden aus dem Leben der Großfamilie Stangl zu sehen. Die Familie betreibt in Bayern die Gaststätte „Zum Stanglwirt“ mit angeschlossener Hausmetzgerei. Deshalb ist das Anwesen der Stangls Anziehungspunkt für Männer als auch Frauen, die dort die neuesten Klatschnachrichten austauschen. Da die Stangls im Dorf sehr bekannt sind, werden sie mit allerlei Problemen der Dorfbewohner konfrontiert und oftmals in diese Probleme verwickelt.

## Darsteller und Rollen
| Schauspieler          | Rolle                       |
| Peter Steiner         | Peter Stangl                |
| Erna Waßmer           | Erna Stangl                 |
| Rudi Decker           | Thomas Stangl               |
| Egon Biscan           | Stefan Stangl               |
| Christiane Blumhoff   | Christa Stangl              |
| Winfried Frey         | Steffl Stangl               |
| Petra Auer            | Silvie Stangl               |
| Frank Schröder        | Toni Schröder               |
| Gerda Steiner-Paltzer | Leni Stangl                 |
| Gerda Steiner         | Gerdi Scheiblinger          |
| Peter Steiner jun.    | Markus                      |
| Manfred Maier         | Bürgermeister Andreas Huber |
| Marlene Sachenbacher  | Frau Bürgermeister          |
| Wolfgang Völz         | Pfarrer                     |
| Hansi Kraus           | Kaplan                      |
| Erich Seyfried        | Erich Feichtlmoser          |
| Manuela Denz          | Katja                       |
| Ursula Buchfellner    | Uschi Lechner               |
| Monika Dahlberg       | Fräulein Frieda             |
| Barbara Kutzer        | Agnes Birnstingl            |
| Franz Xaver Huber     | Lorenz Birnstingl           |
| Gilbert von Sohlern   | Lehrer Armin Holdendold     |
| Anton Feichtner       | Martl                       |
| Hermann Giefer        | Doktor Unrat                |
| Heidi Voss            | Frau Pleschl                |
| Regine Hackethal      | Frau Wagner                 |
| Heidi Bisle           | Heidi                       |
| Pit Krüger            | Herr Pfau                   |
| Nicola Rio            | Ramona                      |

### Gastrollen (Auswahl)
- Roberto Blanco
- Ingrid Burmester
- Jürgen Drews
- Meta Günther
- Ulla Kock am Brink
- Dorthe Kollo
- Nino Korda jun.
- Lotti Krekel
- Anita Kupsch
- Teddy Parker
- Petra Schürmann
- Harry Wijnvoord

und andere aus dem Fernsehen bekannte Persönlichkeiten.

## Trivia
Der Name „Stangl“ ist in Oberbayern relativ häufig; und nach der dortigen Gepflogenheit gibt es tatsächlich mehrere hundert Gaststätten mit der Bezeichnung „Stanglwirt“.